# Туманность Северная Америка
NGC 7000 (другое обозначение — LBN 373, туманность Северная Америка) — эмиссионная туманность в созвездии Лебедь. Вместе с туманностью Пеликан входит в более обширное образование, представляющее собой область ионизированного водорода (H II). Название получила ввиду сходства очертаний с контурами континента Северная Америка.
Этот объект входит в число перечисленных в оригинальной редакции «Нового общего каталога».

## Примечания

Нахождение на карте звездного неба относительно звезды Денеб.